# Ledeuix
Ledeuix település Franciaországban, Pyrénées-Atlantiques megyében. Lakosainak száma 1028 fő (2022. január 1.). Ledeuix Cardesse, Estos, Lucq-de-Béarn, Moumour, Oloron-Sainte-Marie és Verdets községekkel határos.

## Népesség
A település népességének változása:
| Lakosok száma | 1040 | 1038 | 1063 | 1032 | 1029 | 1029 | 1025 | 1027 | 1028 |
|               | 2013 | 2015 | 2016 | 2017 | 2018 | 2019 | 2020 | 2021 | 2022 |